# 生活大爆炸 (第四季)
《生活大爆炸》（第四季）是哥伦比亚广播公司發行的美国情景喜剧，从2010年9月23日起开始播映，至2011年5月19日完结，共有24集。梅丽莎·劳奇和马伊姆·拜力克在第四季進行了試鏡並被升為主要演員，分別飾演伯納黛特·羅斯坦科夫斯基博士和艾米·法拉·福勒博士。在这一季中，潘妮的飾演者凯莉·库柯因摔断大腿骨而没有参与其中几集的拍摄，当她回到剧组后，编剧为了避免她过于频繁的走动，把她从芝士工厂的服务员升职成了调酒师。
在第63屆黃金時段艾美獎頒獎典禮上，约翰尼·盖尔克奇憑藉劇集《恩人的因素（The Benefactor Factor）》獲得黃金時段艾美獎喜劇類影集最佳男主角獎提名。吉姆·帕森斯則憑藉《協議的剖析（The Agreement Dissection）》一集贏得黃金時段艾美獎喜劇類影集最佳男主角獎。

## 概述
潘妮嘗試與幾個人約會，包括喜歡“科學伙計們”的扎克。薛爾登開始與艾米建立柏拉圖式的關係。霍華德重新與伯納黛特聯繫，並最終向她求婚。里安納與雷傑的妹妹普莉婭交往並隨後開始約會。潘妮與艾米成為朋友，並表示後悔與里安納分手。

## 角色
| - 约翰尼·盖尔克奇 飾演 里安納·荷夫斯特博士 - 吉姆·帕森斯 飾演 薛爾登·高栢博士 - 凯莉·库柯 飾演 潘妮 - 西蒙·黑尔贝格 飾演 霍华德·沃洛维兹 - 昆瑙·纳亚尔 飾演 雷傑·高化波里博士 - 马伊姆·拜力克 飾演 艾米·法拉·福勒博士 - 梅丽莎·劳奇 飾演 伯納黛特·羅斯坦考斯基 - 斯蒂夫·沃兹尼亚克 飾演 他自己 - 凱蒂·薩克沃夫 飾演 她自己 - 乔治·武井 飾演 他自己 - 奈爾·德葛拉司·泰森 飾演 他自己 - 勒瓦爾·伯頓 飾演 他自己 - 布莱恩·葛林 飾演 他自己 | - 維尼·沃森-約翰遜 飾演 阿提亞 - 卡羅爾·安·蘇西 飾演 和路威茲夫人 - 蘿莉·麥凱佛 飾演 瑪麗·高栢 - 凱文·薩斯曼 飾演 斯圖爾特·布魯姆 - 阿爾蒂·曼 飾演 普里亞·高化波里 - 威尔·惠顿 飾演 他自己 - 布萊恩·托馬斯·史密斯 飾演 扎克·約翰遜 - 約書亞·馬利納 飾演 西伯特校長 - 布萊恩·喬治 飾演 V.M.高化波里博士 - 愛麗絲·阿姆特 飾演 高化波里夫人 - 約翰·羅斯·博維 飾演 巴里·克里普克博士 | - 夏洛特·紐豪斯 飾演 喬 - 安妮·奧唐奈（Annie O'Donnell） 飾演 福勒夫人 - 伊丽莎·杜什库 飾演 聯邦調查局探員安吉拉·佩奇 - 凯斯·卡拉定 飾演 懷亞特 - 里克·福克斯 飾演 格倫 - 杰茜卡·沃尔特 飾演 萊瑟姆夫人 - 克里斯托弗·道格拉斯·里德（Christopher Douglas Reed） 飾演 托德 - 蘭尼·俊 飾演 申警官 - 阿諾德·淳（Arnold Chun） 飾演 何俊 - 艾瑞克·安德烈 飾演 喬伊 - 蒂芙尼·杜邦 飾演 安吉拉 - 惠特尼·阿瓦隆 飾演 埃爾西 - 菲爾·艾布拉姆斯（Phil Abrams） 飾演 伯恩斯坦博士 |

## 剧集
| 總集數 | 集數 （季） | 標題                                                     | 導演          | 編劇 | 首播日期       | 製作 代碼 | 美國收視人數 （百萬） |
| --- | ----------- | -------------------------------------------------------- | ------------- | --- | -------------- | --------- | --------------------- |
| 64 | 1           | 機器人的操作 The Robotic Manipulation                    | 马克·森卓斯基 | 故事：查克·洛尔、李·阿倫森、戴夫·格奇（Dave Goetsch） 劇本：史蒂文·莫拉羅、埃里克·卡普兰、史蒂夫·霍蘭德  | 2010年9月23日  | 3X6651    | 14.04                 |
| 霍華德使用機械手自慰，但因為機械手出現故障，他必須去醫院處理。潘妮首次了解到關於艾米的事件，更得知薛爾登計劃通過體外人工受精與艾米一起擁有孩子的計劃，潘妮敦促他先與艾米親熱再討論孩子的問題。在薛爾登和艾米第一次約會時，潘妮陪伴著他們，但話題很快轉向了對潘妮性史的統計分析。約會過後，薛爾登仍打算要孩子，但在潘妮威脅要告訴他的母親後取消了計劃。 標題出處: 霍華德使用機械臂自慰。 |             |                                                          |               | |                |           |                       |
| 65 | 2           | 十字花蔬菜的擴增 The Cruciferous Vegetable Amplification | 马克·森卓斯基 | 故事：比爾·普拉迪、李·阿倫森、史蒂夫·霍蘭德 劇本：查克·洛爾、史蒂文·莫拉羅 占·雷諾茲（Jim Reynolds）     | 2010年9月30日  | 3X6652    | 13.05                 |
| 薛爾登擔心自己的壽命不夠長，無法撐到體驗技术奇异点，因此他嘗試通過飲食和鍛煉來採納更健康的生活方式。可是薛爾登認為這種生活方式太困難了，他直接躲在安全的臥室裡，通過帶輪子的遙控電腦顯示器（潘妮稱其為薛爾博——Shelbot）與外界互動。當薛爾博與男孩們去芝士蛋糕工廠時，他們在另一張桌子上看到斯蒂夫·沃兹尼亚克，他答應幫薛爾博的舊式Apple II電腦簽名。薛爾登從他的臥室出來，想趕快把電腦帶到餐廳，但他從樓梯上摔了下來，不僅是電腦，連他的腳踝也摔壞了。 標題出處: 薛爾登在他的日常飲食中添加了十字花蔬菜，是他得到腸胃脹氣的主要原因。 |             |                                                          |               | |                |           |                       |
| 66 | 3           | 活潑的替代品 The Zazzy Substitution                      | 马克·森卓斯基 | 故事：查克·洛爾、比爾·普拉迪、吉姆·雷諾茲 劇本：李·阿倫森、史蒂文·莫拉羅 瑪麗亞·法拉利（Maria Ferrari）  | 2010年10月7日  | 3X6653    | 12.59                 |
| 薛爾登和艾米彼此之間相處非常融洽，但其他人對他們的綜合性格感到煩躁。當薛爾登和艾米在爭論物理學相比神经科学的相對重要性後分手時，他們都鬆了一口氣。結束這段關係的薛爾登表面上看起來沒受影響，但大家都知道他心裡受了傷。當薛爾登把25隻貓帶進公寓養時，里安納開始擔心起來。最後里安納還是請薛爾登的媽媽親自來洛杉磯，用逆反方法讓薛爾登和艾米和好如初。 標題出處: 薛爾登形容他的一隻貓非常“活潑”，以及薛爾登用他的貓來填補與艾米分手造成的精神空缺。 |             |                                                          |               | |                |           |                       |
| 67 | 4           | 火辣巨魔的偏差 The Hot Troll Deviation                   | 马克·森卓斯基 | 故事：查克·洛爾、史蒂文·莫拉羅、亞當·法伯曼（Adam Faberman） 劇本：比爾·皮禮迪、李·阿倫森、瑪麗亞·法拉利 | 2010年10月14日 | 3X6654    | 12.57                 |
| 霍華德很久以前就和伯納黛特分手了，大家都不知道原因。但霍華德十分想和伯納黛特複合，便向潘妮求救。潘妮要知道二人為什麼分手，霍華德才道出實情，原來伯納黛特發現霍華德在网络游戏魔兽世界中與一個巨魔在靈魂橋下做愛。在潘妮指出這是霍華德與真正的女人在一起的最佳機會，而不是只能自慰之後，霍華德恢復了與伯納黛特的關係。與此同時，當雷傑把一張大桌子放進他與薛爾登的小辦公室時，他們之間發生了爭執。 標題出處: 霍華德在《魔獸世界》中與一個女巨魔的網絡戀情。 |             |                                                          |               | |                |           |                       |
| 68 | 5           | 絕望的散發 The Desperation Emanation                     | 马克·森卓斯基 | 故事：比爾·皮禮迪、李·阿倫森、戴夫·格奇 劇本：查克·洛爾、史蒂文·莫拉羅、史提夫·霍蘭德                    | 2010年10月21日 | 3X6655    | 13.05                 |
| 當艾米決定將薛爾登介紹給她的母親時，他開始擔心，因為被介紹給艾米的母親表明艾米想成為他的女朋友，而薛爾登還沒有準備好。於是薛爾登開始避開艾米，去掉所有與她的接觸可能性，甚至穿著偽裝，以免艾米認出他。然而，艾米在公寓樓外察覺到薛爾登，然後讓他冷靜下來，向薛爾登保證她只想把他介紹給她的母親，這樣她的母親就會確信艾米在談戀愛，然後就不會再打擾她。後來在與艾米的母親交談時，薛爾登和艾米向她的母親謊稱他們處於“性關係”中，這讓她的母親不太好受。與此同時，由於霍華德現在有了女朋友，里安納決定向霍華德引用“女朋友協議”。霍華德和伯納黛特為里安納和伯納黛特的一個朋友喬伊安排了一次雙重約會。喬伊在約會期間表現得令人討厭和做出不恰當的舉止，這讓里安納感到厭惡。然而，里安納後來接受了與喬伊的另一次約會，因為他知道發生性行為的可能性很大。 標題出處: 里安納迫切想要一個女朋友。 |             |                                                          |               | |                |           |                       |
| 69 | 6           | 愛爾蘭酒吧的公式 The Irish Pub Formulation               | 马克·森卓斯基 | 故事：查克·洛爾、李·阿倫森、史蒂文·莫拉羅 劇本：比爾·皮禮迪、艾力·卡普蘭、瑪麗亞·法拉利                  | 2010年10月28日 | 3X6656    | 13.04                 |
| 雷傑的妹妹普里亞來到帕薩迪納探望他。包括雷傑在內的其他人都不知道，普里亞在五年前曾與里安納有過性關係，儘管里安納與霍華德向雷傑保證他們會為了尊重他而永遠不追求普里亞。那天晚上，在薛爾登不知道下，普里亞潛入了里安納和薛爾登的公寓並與里安納做愛。第二天早上，薛爾登發現了，並精心編造了一個完美無瑕的謊言來掩蓋它。但里安納決定不隱瞞真相並向雷傑坦白，雷傑起初很不高興，但在里安納說普里亞傷了他的心後與里安納和解。然後，男孩們公開了他們對彼此犯下的所有欺騙行為。 標題出處: 薛爾登在謊言的細節中加入了愛爾蘭酒吧，以掩蓋里安納與普里亞的關係。 |             |                                                          |               | |                |           |                       |
| 70 | 7           | 道歉的不足 The Apology Insufficiency                     | 马克·森卓斯基 | 故事：查克·洛爾、李·阿倫森、瑪麗亞·法拉利 劇本：比爾·皮禮迪、史蒂文·莫拉羅、史提夫·霍蘭德                | 2010年11月4日  | 3X6657    | 14.00                 |
| 霍華德需要安全許可才能開展新項目，因為這個研究項目是國家機密，因此一名联邦调查局特工蓓姬來詢問里安納、薛爾登和雷傑他的背景。由於該特工是一個有魅力的女人，雷傑和里安納在她面前做了一點讓自己難堪的事。然而，薛爾登告訴蓓姬霍華德駕駛火星探測器進入溝渠的事情，因此霍華德被拒絕參與該項目。霍華德拒絕了薛爾登的道歉，直到他被允許坐在薛爾登沙發的位置上，但是薛爾登在94秒後就收回許可了。 標題出處: 霍華德拒絕接受薛爾登的道歉。 |             |                                                          |               | |                |           |                       |
| 71 | 8           | 21秒的興奮 The 21-Second Excitation                      | 马克·森卓斯基 | 故事：查克·洛爾、比爾·皮禮迪、占·雷諾茲 劇本：李·阿倫森、史蒂文·莫拉羅、史提夫·霍蘭德                    | 2010年11月11日 | 3X6658    | 13.11                 |
| 男孩們去觀看《法櫃奇兵》的放映，該放映會播放21秒從未發布過的鏡頭，但他們被威爾·惠頓和他的朋友插隊在他們前面，導致他們進不去電影院。薛爾登隨後從電影院偷走了電影的放映帶。與此同時，艾米被邀請與潘妮和伯納黛特一起參加“女孩之夜”。事實證明，她是一個會令其他人尷尬的參與者。而當其他人用真心話大冒險的問題向潘妮施壓，問她為什麼要結束與里安納的戀情時，她感覺不舒服。 標題出處: 薛爾登、里安納、雷傑和霍華德對看到《奪寶奇兵》的新版本感到興奮，其中包括21秒從未發布過的鏡頭。 |             |                                                          |               | |                |           |                       |
| 72 | 9           | 男朋友的複雜性 The Boyfriend Complexity                  | 马克·森卓斯基 | 故事：查克·洛爾、李·阿倫森、占·雷諾茲 劇本：比爾·皮禮迪、史蒂文·莫拉羅、戴夫·格奇                        | 2010年11月18日 | 3X6659    | 13.02                 |
| 潘妮的父親懷亞特來探望她了。因為懷亞特認為里安納是潘妮約會過的最好的男人，潘妮為了不讓父親失望，她就讓里安納假裝他們還在一起。里安納假裝得很開心，直到潘妮向懷亞特坦白。懷亞特對潘妮不尊重他感到憤怒，並懇求里安納不要放棄追求她。與此同時，霍華德和伯納黛特陪著雷傑呆在他的望遠鏡控制室裡。雷傑喝醉了，並發牢騷永遠不會有女人願意親吻他。當伯納黛特表示同情他時，雷傑俯身親吻她，但最終親吻了霍華德。 標題出處: 里安納假裝是潘妮的男朋友來取悅她的父親。 |             |                                                          |               | |                |           |                       |
| 73 | 10          | 外星寄生蟲的假說 The Alien Parasite Hypothesis           | 马克·森卓斯基 | 故事：查克·洛爾、史蒂文·莫拉羅、史提夫·霍蘭德 劇本：李·阿倫森、占·雷諾茲、瑪麗亞·法拉利                  | 2010年12月9日  | 3X6660    | 12.03                 |
| 艾米遇到了潘妮的前男友扎克並因此經歷了性兴奋。艾米後來與薛爾登討論了她的症狀，他似乎有一點嫉妒。後來，當薛爾登與潘妮討論艾米的情況時，潘妮告訴他他可以對艾米的“衝動”做一些“事情”，這意味著他應該與艾米發生性關係，但薛爾登認為她的意思是艾米和扎克應該發生性關係。薛爾登安排他們再次見面，但艾米發現扎克不是很聰明，問題就這樣解決。與此同時，霍華德和雷傑爭論，如果他們都獲得了超能力，他們中的哪一個將成為對方的助手。他們試圖在里安納裁判的摔跤比賽中解決這個問題，但他們只是圍著圈子互相口頭刺激對方。 標題出處: 薛爾登關於艾米為什麼會出現症狀的理論之一，他認為這比她被喚起性興奮的可能性更大。 |             |                                                          |               | |                |           |                       |
| 74 | 11          | 正義聯盟的重組 The Justice League Recombination          | 马克·森卓斯基 | 故事：查克·洛爾、李·阿倫森、瑪麗亞·法拉利 劇本：比爾·皮禮迪、史蒂文·莫拉羅、史提夫·霍蘭德                | 2010年12月16日 | 3X6661    | 13.24                 |
| 潘妮與扎克重歸戀愛關係。男孩們侮辱了扎克的低智商，這讓他很沮喪；然而，他很快與四人和好並陪伴他們前往漫畫書店。五人參加了一場服裝比賽，並要潘妮穿上神奇女俠的服裝一起參加。潘妮拒絕了五人的要求，但在里安納與她交談之後答應了：潘妮透露她和扎克復合只是因為她不想一個人過除夕夜，里安納質問為什麼不和他在一起，潘妮因為看到里安納傷心而改變了主意參加。在漫畫書店，他們獲得了最佳團體服裝獎，儘管非常明顯只是因為他們有一位女性神奇女俠而獲獎。這一集的結尾是六人目睹了一場汽車盜竊，雖然穿著正義聯盟的服裝，但他們還是怯懦地逃跑了。 標題出處: 薛爾登、里安納、霍華德和雷傑邀請潘妮和扎克在他們的正義聯盟團隊中成為神奇女俠和超人。 |             |                                                          |               | |                |           |                       |
| 75 | 12          | 公共汽車褲的利用 The Bus Pants Utilization               | 马克·森卓斯基 | 故事：查克·洛爾、李·阿倫森、瑪麗亞·法拉利 劇本：比爾·皮禮迪、史蒂文·莫拉羅、艾力·卡普蘭                  | 2011年1月6日   | 3X6662    | 13.98                 |
| 里安納想到了一個用於智能手机的微分方程應用程序，但薛爾登很快嘗試成為該項目的最高負責人。在被霍華德、雷傑和里安納拒絕後，薛爾登試圖通過大聲演奏特雷門來干擾他們的項目進展。潘妮發現薛爾登在大樓大廳裡傷心地玩著他的特雷門琴，她嘗試讓他與其他男孩和解。和解失敗後，薛爾登不情願地幫助潘妮創建了一個她想出的應用程序：當潘妮通過她的智能手機相機拍照時，該應用程序會告訴她正在拍的鞋子的類型，並在亞馬遜或網上打開它們的產品目錄。 標題出處: 一條薛爾登在乘坐公共汽車時穿的褲子，以保護他的普通褲子免受骯髒的公共汽車座位的影響。 |             |                                                          |               | |                |           |                       |
| 76 | 13          | 愛之車的移位 The Love Car Displacement                   | 安東尼·里奇   | 故事：查克·洛爾、比爾·皮禮迪、戴夫·格奇 劇本：李·阿倫森、史蒂文·莫拉羅、史提夫·霍蘭德                    | 2011年1月20日  | 3X6663    | 13.63                 |
| 艾米邀請潘妮參加在大瑟尔舉行的科學會議。事情進展順利，直到霍華德遇到了伯納黛特曾經約會過的高大英俊男人格倫。霍華德的不安全感激怒了伯納黛特，引發了大家換床的連鎖反應，導致第二天的活動變成了一系列的互相指責，這讓薛爾登大吃一驚。薛爾登試圖通過觀眾提問來讓活動回到正軌，但唯一的問題是潘妮問有沒有人能開車送她回洛杉磯。當格倫提議載她一程時，里安納立即表示反對。當他們六人（沒有佩妮）開車回家時，除了薛爾登以外的每個人心情都不好。 標題出處: 霍華德、伯納黛特和雷傑乘坐的汽車讓人想起愛之船和他們的交換床情節。 |             |                                                          |               | |                |           |                       |
| 77 | 14          | 戲劇的催化劑 The Thespian Catalyst                       | 馬克·森卓斯基 | 故事：查克·洛爾、李·阿倫森、占·雷諾茲 劇本：比爾·皮禮迪、史蒂文·莫拉羅、瑪麗亞·法拉利                    | 2011年2月3日   | 3X6664    | 13.83                 |
| 薛爾登因為他居高臨下的性格而成為一名被學生討厭的講師，艾米建議他向潘妮學習表演課程。薛爾登堅持使用他小時候寫的《星際迷航》同人小說劇本，而不是使用潘妮的專業劇本。潘妮扮演冼樸，因為她覺得薛爾登需要走出他的舒適區，而薛爾登則扮演他自己和他母親的雙重角色。然而，在表演劇本時，薛爾登沉浸其中，讓他淚流滿面，因為他不想從母親身邊被冼樸帶走。然後潘妮打電話給他的母親，把電話給了薛爾登，讓他的母親可以安慰他。與此同時，雷傑迷上了伯納黛特，並幻想他們在一起。 標題出處: 薛爾登讓潘妮給他上表演課程，這樣他就可以成為一名更好的老師。 |             |                                                          |               | |                |           |                       |
| 78 | 15          | 恩人的因素 The Benefactor Factor                         | 馬克·森卓斯基 | 故事：比爾·皮禮迪、李·阿倫森、戴夫·格奇 劇本：查克·洛爾、艾力·卡普蘭、史提夫·霍蘭德                      | 2011年2月10日  | 3X6665    | 12.79                 |
| 西伯特校長邀請男孩們參加加州理工學院的籌款活動。里安納、霍華德和雷傑都願意參加，但薛爾登覺得這樣的活動不適合他。當艾米指出，如果沒有他的參與，所有籌集的資金都可能用於物理以外的項目後，薛爾登改變了主意參加。當薛爾登終於到達時，西伯特很快就後悔邀請他了。與此同時，里安納給頗老的萊瑟姆夫人留下了好印象。第二天，萊瑟姆帶里安納出去吃飯，並明確表示只有里安納和她發生性關係她才會捐錢。里安納拒絕了，但其他人都敦促他撐過去。第二天晚上，萊瑟姆向里安納道歉，因為她讓他感到不舒服，並向他保證無論發生什麼她都會捐出這筆錢。在她暗示自己性的能力之後，里安納心軟了並和她上床，第二天在工作中得到同事們的起立鼓掌，這讓他很尷尬。 標題出處: 里安納和萊瑟姆夫人發生性關係，以便她向大學捐款。 |             |                                                          |               | |                |           |                       |
| 79 | 16          | 同居的公式 The Cohabitation Formulation                  | 馬克·森卓斯基 | 故事：查克·洛爾、李·阿倫森、戴夫·格奇 劇本：比爾·皮禮迪、史蒂文·莫拉羅、占·雷諾茲                        | 2011年2月17日  | 3X6666    | 12.41                 |
| 普莉婭不顧雷傑的反對，回到帕薩迪納並繼續與里安納約會。艾米讓潘妮承認她非常嫉妒普莉婭，讓艾米有機會測量與嫉妒相關的腦電波。與此同時，伯納黛特厭倦了霍華德總是迅速溜下床來幫助他的母親，並堅持要他和她一起住。霍華德最終搬到伯納黛特的公寓，但當她發現霍華德完全依賴他的母親，現在她要為他做一切事情時，她強迫霍華德搬回和母親一起住。 標題出處: 霍華德決定和伯納黛特住在一起。 |             |                                                          |               | |                |           |                       |
| 80 | 17          | 敬酒的來歷 The Toast Derivation                          | 馬克·森卓斯基 | 故事：比爾·皮禮迪、戴夫·格奇、瑪麗亞·法拉利 劇本：查克·洛爾、史蒂文·莫拉羅、占·雷諾茲                    | 2011年2月24日  | 3X6667    | 12.35                 |
| 里安納和普里亞正在約會，由於她和雷傑一起住，里安納和霍華德決定去那裡而不是正常的場所吃晚餐，這打亂了薛爾登一直以來的習慣。薛爾登去到芝士蛋糕工廠，潘妮告訴他必須接受大夥們會更頻繁地在雷傑家玩。艾米告訴薛爾登，里安納是他們團體的核心，而不是薛爾登，所以他建立了一個由克里普克、斯圖爾特、扎克和勒瓦爾·伯頓（薛爾登發推特邀請）組成的新團體，並以自己為核心。薛爾登的計劃被新團體的其他人駁回，他們對扎克的約會故事、飲酒和卡拉OK更感興趣。薛爾登不高興，所以他決定回到他的老朋友那裡，與此同時，里安納他們意識到他們很想念薛爾登。最後，勒瓦爾·伯頓出現了，但當他看到克里普克、斯圖爾特、扎克一起唱歌時，他立即離開了。與此同時，伯納黛特和艾米想帶潘妮出去跳舞，不想讓她一直想里安納和普里亞的事情。當潘妮換衣服時，她告訴女孩們，這是她有生以來第一次對單身感到滿意，不想和一個隨便的男人發生性關係來彌補空缺。然而，當艾米發現里安納在極地探險後送給潘妮的雪花時，潘妮改變了主意，因為她對里安納的感情再次浮現。 標題出處: 一群人回憶起薛爾登向他們解釋敬酒的由來。                                                   |             |                                                          |               | |                |           |                       |
| 81 | 18          | 戲法的近似值 The Prestidigitation Approximation          | 馬克·森卓斯基 | 故事：比爾·皮禮迪、史提夫·霍蘭德、埃迪·戈羅德茨基 劇本：查克·洛爾、史蒂文·莫拉羅、艾力·卡普蘭            | 2011年3月10日  | 3X6668    | 12.06                 |
| 普里亞開始在她與里安納的關係中佔據主導地位，也給他買了新衣服（里安納對此並不滿意）。儘管里安納與潘妮已經分手，但普里亞仍對他繼續與潘妮一起玩感到威脅，所以她要里安納斷絕與潘妮的所有聯繫。里安納試圖向潘妮暗示這一點，但她完全沒有註意到，更干擾了里安納和普里亞的約會。第二天，潘妮意識到普里亞有多麼不喜歡她，她不情願地斷絕了與里安納的所有聯繫。與此同時，霍華德向薛爾登、雷傑和潘妮展示了一個紙牌戲法，一名觀眾在其中挑選一張牌，在洗牌後，霍華德告訴觀眾他/她是什麼牌。雷傑和潘妮都嘗試了這個戲法，並為之驚嘆。雖然起初薛爾登的態度是不屑一顧，但他最終痴迷於發現它的秘密並試圖重現這個戲法。薛爾登沒有意識到這個紙牌戲法只是霍華德、雷傑和潘妮對他的惡作劇；沒有人知道他會因為這個戲法而發瘋。 標題出處: 霍華德的假魔術紙牌戲法。 |             |                                                          |               | |                |           |                       |
| 82 | 19          | 扎內基的入侵 The Zarnecki Incursion                      | 彼得·查高斯   | 故事：查克·洛爾、史蒂文·莫拉羅、瑪麗亞·法拉利 劇本：比爾·皮禮迪、戴夫·格奇、占·雷諾茲                    | 2011年3月31日  | 3X6669    | 11.92                 |
| 薛爾登的《魔兽世界》賬號被入侵，他所有的魔獸世界財產都被盜了。薛爾登尋求男孩們的幫助來尋找黑客。與此同時，艾米、伯納黛特和潘妮一起批評了普里亞和她的傲慢。潘妮不認為普里亞有那麼惡劣，但在公寓大廳與她相遇後，潘妮同意艾米的看法。霍華德設法追踪到黑客托德·扎內基，然後他們開車前往卡士佰取回薛爾登在《魔獸世界》中的財產。托德拒絕歸還給他們，並搶走了薛爾登打算用來恐嚇他的Bat'leth。失敗後，他們決定回家，但他們的車在中途拋錨了，里安納打電話給潘妮來接他們。當潘妮聽到他們的經歷時，她不僅意識到里安納那天晚上不想見普里亞，而且還開車回去托德的房子，在那裡她踢了托德的鼠蹊並強迫他歸還一切。 標題出處: 托德·扎內基入侵了薛爾登的《魔獸世界》帳戶。 |             |                                                          |               | |                |           |                       |
| 83 | 20          | 香草園的發芽 The Herb Garden Germination                 | 馬克·森卓斯基 | 故事：查克·洛爾、艾力·卡普蘭、埃迪·戈羅德茨基 劇本：比爾·皮禮迪、史蒂文·莫拉羅、史提夫·霍蘭德            | 2011年4月7日   | 3X6670    | 11.40                 |
| 霍華德決定向伯納黛特求婚。雷傑希望伯納黛特拒絕霍華德的求婚，以便他可以與伯納黛特約會。圍繞這些事態發展的流言蜚語引起了艾米和薛爾登的興趣，他們想進行模因学實驗。他們發布了一對虛假的八卦，其中有一個很誘人討論，並衡量它們各自傳播的速度。與此同時，伯納黛特接受了霍華德的求婚，令雷傑失望。 標題出處: 艾米和薛爾登實驗中一個平凡的虛假謠言。 |             |                                                          |               | |                |           |                       |
| 84 | 21          | 協定的剖析 The Agreement Dissection                      | 馬克·森卓斯基 | 故事：比爾·皮禮迪、戴夫·格奇、埃迪·戈羅德茨基 劇本：查克·洛爾、史蒂文·莫拉羅、艾力·卡普蘭                | 2011年4月28日  | 3X6671    | 10.71                 |
| 當里安納和普里亞洗澡時，他被控兩項違反室友協定的罪名：當薛爾登不得不小便時，里安納拒絕他進入浴室，以及除了里安納之外還有其他人在淋浴。然而，普里亞使用她的法律技能來撤銷薛爾登對里安納的指控。在披薩之夜，男孩們藉普里亞的幫助來吃薛爾登完全不喜歡的希臘食物。薛爾登向佩妮尋求庇護，潘妮邀請他和她一起參加女孩之夜，與艾米和伯納黛特一起說普莉亞的壞話。在女孩們喝了一些雞尾酒之後，薛爾登提到他小時候就學會了跳戈蒂雍舞，她們於是帶薛爾登去跳舞。之後，薛爾登帶著醉醺醺的艾米回到她的公寓。艾米告訴薛爾登要他和普里亞作鬥爭之後親吻他，然後衝到浴室嘔吐。第二天，薛爾登勒索里安納簽署修改後的室友協定，並威脅要發送一封電子郵件通知普里亞的父母他們的關係。由於害怕她的父母得知她和一個非印度人約會，普里亞敦促抗拒的里安納簽署。薛爾登隨後接到宿醉和困惑的艾米打來的視像電話，並向她保證在接吻後他們之間沒有發生任何事情，並建議他們不要再談論昨天的事，艾米同意了。 標題出處: 普莉亞利用她的法律技能作廢里安納和薛爾登的室友協定。                                                                                       |             |                                                          |               | |                |           |                       |
| 85 | 22          | 牛羚的執行 The Wildebeest Implementation                 | 馬克·森卓斯基 | 故事：查克·洛爾、史蒂文·莫拉羅、艾力·卡普蘭 劇本：比爾·皮禮迪、埃迪·戈羅德茨基、瑪麗亞·法拉利            | 2011年5月5日   | 3X6672    | 10.50                 |
| 伯納黛特透露她和霍華德被普里亞邀請參加雙重約會。艾米提議利用伯納黛特監視普里亞並散佈關於潘妮和里安納的虛假信息。與此同時，仍然很孤單的雷傑看望正忙於開發三人國際象棋的薛爾登。雷傑問薛爾登他是否應該服用一種實驗藥物來治愈他的社交焦慮。薛爾登建議雷傑這樣做，並陪他去咖啡店觀察藥物的有效性。最終效果很好，因為雷傑開始與一個名叫安吉拉的女人交談，她似乎也有一點喜歡他。然而，雷傑開始脫下衣服，在他完全脫光之前，安吉拉已經被嚇跑了。最後，薛爾登、里安納和霍華德一起玩三人國際象棋，而仍然裸體的雷傑在旁邊看著他們。 標題出處: 艾米說伯納黛特是“弱牛羚”的隐喻。 |             |                                                          |               | |                |           |                       |
| 86 | 23          | 訂婚的反應 The Engagement Reaction                       | 霍華德·穆雷   | 故事：比爾·皮禮迪、艾力·卡普蘭、占·雷諾茲 劇本：查克·洛爾、史蒂文·莫拉羅、史提夫·霍蘭德                  | 2011年5月12日  | 3X6673    | 10.78                 |
| 伯納黛特和霍華德決定將訂婚的事情通知各自的父母。霍華德為他的未婚妻和他的母親安排了一頓午餐，她們最終相處得很好。霍華德與在浴室的母親交談聽到這個好消息後，將訂婚的消息告訴了她。令霍華德驚恐的是，他的母親因明顯的心臟病發作而倒地，霍華德立即帶她去醫院，其他人也立即前往醫院。薛爾登起初不情願，潘妮向他催逼後才同意前往。當伯納黛特發現霍華德在他的母親昏倒前告訴他訂婚的事情時，她非常沮喪，因為她認為她是這一切發生的原因。醫生告訴他們霍華德的母親不是心臟病發作，而她想見伯納黛特。霍華德的母親透露，她實際上是在餐廳食物中毒。霍華德的母親非常擔心伯納黛特的情況，而她其實很喜歡伯納黛特。伯納黛特最終很生霍華德的氣，因為霍華德讓她以為這都是她的錯。在醫院期間，普里亞和潘妮尋找餐廳並在此過程中建立聯繫，她們主要討論里安納在臥室裡的技巧。薛爾登盡量避免接觸醫院裡的任何東西。但為了躲避咳嗽的病人，他躲進了一個生物危害室。薛爾登在醫院被隔離了兩週，身穿防護服的朋友在旁邊陪伴著他。 標題出處: 和路威茲夫人對霍華德和伯納黛特訂婚消息的反應。                                                                 |             |                                                          |               | |                |           |                       |
| 87 | 24          | 室友的變形 The Roommate Transmogrification               | 馬克·森卓斯基 | 故事：查克·洛爾、史蒂文·莫拉羅、埃迪·戈羅德茨基 劇本：比爾·皮禮迪、艾力·卡普蘭、占·雷諾茲                | 2011年5月19日  | 3X6674    | 11.30                 |
| 伯納黛特向大夥們宣布她將獲得博士學位並獲得一份高薪工作。她決定給霍華德買一塊劳力士手錶，並告訴他“讓她擔心錢”，這讓霍華德感到不安。與此同時，里安納和普里亞嘈雜的性行為讓雷傑不能再忍受了，他因此在薛爾登的公寓過夜。當里安納在自己床上看到雷傑時，他提議雷傑搬去和薛爾登一起住，直到普里亞找到自己的住處。雷傑喜歡這個主意，他在薛爾登的室友文件上簽了名，然後搬進了他的家。雷傑準備了一頓豐盛的晚餐，這讓薛爾登感到高興，他認為雷傑是比里安納更好的室友。潘妮路過並留下來吃晚飯，結果他們倆都喝醉了。潘妮承認她不應該與里安納分手，並告訴雷傑，如果他們不是朋友，她會與他“上床”。當普里亞接到父母打來的視像電話時，里安納無意中聽到她說要搬回印度而打斷他們，並透露給普里亞的父母聽他們倆的關係。在這一集的結尾，就在霍華德因為手錶與伯納黛特爭論而出現之前，薛爾登發現里安納睡在他的沙發上。潘妮和雷傑在床上醒來，當她意識到他們倆上了床時，她嚇壞了。潘妮告訴雷傑不要再提起前一天晚上的事，並試圖偷偷溜出公寓；然而，他們被其他人當場看到了。潘妮只是說“不是看起來這樣的”然後離開了。 標題出處: 雷傑成為薛爾登的新室友。 |             |                                                          |               | |                |           |                       |